# Beaver Crossing (Nebraska)
Beaver Crossing je selo u američkoj saveznoj državi Nebraska. Prema popisu stanovništva iz 2010. u njemu je živjelo 403 stanovnika.